# Клаблена, Эдуард
Эдуард Клаблена (словац. Edward Klablena; 1881, Бучани, Словакия — 1933, Лангенцерсдорф, Австрия) — словацкий живописец и мастер по керамике в стиле модерн.

## Биография
Эдуард Клаблена родился в 1881 году в Бучани.
В 1883 году вместе с семьей переехал в Лангенцерсдорф. Обучался в Венской школе прикладных искусств у Карла Вашмана.
После учебы работал в Австрии и Германии. Он был членом немецкого общества Werkbund.
В 1909/1910 годах изготавливал модели для Королевской фарфоровой мануфактуры Берлине.
В 1911 году вернулся в Австрию и основал мастерскую в Лангенцерсдорфе.
С 1911 года регулярно участвовал в выставках в Музей прикладного искусства в Вене, где показывал свои керамические фигуры, людей и животных.
В 1912-1919 годах он изготовил в общей сложности 842 керамических предмета в Венских мастерских. Оформил лепнину потолка приходской церкви Святой Екатерины в Лангенцерсдорфе.
Клаблена умер в 1933 году. Его могила находится на местном кладбище в Лангенцерсдорфе.